# Finn Juhl
Finn Juhl (* 30. Januar 1912 in Frederiksberg; † 17. Mai 1989 in Ordrup) war ein dänischer Designer. Er hat das skandinavische Design maßgeblich beeinflusst und erhielt dafür als einer der ersten auch international Anerkennung.

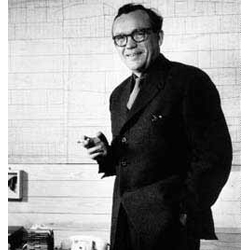
Porträt von Finn Juhl (Fotograf unbekannt)

## Leben und Wirken
Trotz des Widerstands durch seinen Vater interessierte sich Finn Juhl schon früh für Kunstgeschichte. Er ließ sich schlussendlich aber dennoch davon überzeugen, ein Architekturstudium an der Königlich Dänischen Kunstakademie in Kopenhagen aufzunehmen. Von 1930 bis 1934 studierte Finn Juhl, anschließend fand er eine feste Stelle bei Vilhelm Lauritzen, dem führenden Architekten des dänischen Modernismus. Im Rahmen dieser Tätigkeit erhielt er 1944 die C.F. Hansen Medaille. 1945 begann er an der Kopenhagener Schule für Innenarchitektur zu lehren und gründete ein eigenes Büro für Möbel- und Innendesign. Schon 1937 hatte er in Zusammenarbeit mit Niels Vodder mit dem Möbeldesign begonnen und für Aufregung in Kunsttischlerkreisen gesorgt. Sein gesamtes Leben lang betonte Juhl immer wieder, dass er autodidaktisch die Gestaltung von Möbeln erlernt hatte. Da er nicht in der Tradition von Kaare Klint stand, stieß er in Dänemark lange auf Widerstand. 1948 stellte der amerikanische Architekt und Autor Edgar Kaufmann Jr. – der Sohn von Edgar J. Kaufmann – Juhls Arbeiten in einem Artikel der Zeitschrift Interiors ausgiebig vor. Damit begann der Siegeszug des Dänen in den USA. Drei Jahre später fertigte Finn Juhl für eine Ausstellung in Chicago zwei Dutzend Möbelstücke. Die amerikanische Firma Baker Furniture stellte Juhls Möbel dann industriell her. 1950, im Alter von 38 Jahren, übernahm er die Gestaltung eines Sitzungssaals – der Trusteeship Council Chamber – des UNO-Hauptsitzes in New York.
1954 und 1957 nahm er an der Triennale in Mailand teil und wurde dort mehrfach ausgezeichnet. In den 1950er und 1960er Jahren gestaltete Finn Juhl zahlreiche Interieurs, unter anderem die dänische Botschaft in Washington, D.C., sowie Büros und die Inneneinrichtung eines Flugzeugs der SAS. Sein Stil hatte nicht nur Einfluss auf das skandinavische Design, z. B. bei Peter Hvidt, sondern auf den weltweiten Erfolg dänischer Inneneinrichtung. Mit seinen abstrakten, organischen Linien ähneln Juhls Sofa- und Stuhlentwürfe modernen Skulpturen, bei denen er sich einst von Plastiken Henry Moores, Hans Arps, Barbara Hepworths und Erik Thommesens inspirieren ließ.
Auch nach seinem Tod 1989 blieb das Interesse an Juhls Entwürfen bestehen, wenngleich seine design-historische Bedeutung zwischenzeitlich in Vergessenheit geraten war. 2012 wurde Juhl mit einer Wanderausstellung – The Universe of Finn Juhl – zu seinem 100. Geburtstag geehrt. Das Designmuseum in Gent widmete Juhl 2014 eine Einzelausstellung. Auf Auktionen erzielten erste Exemplare seiner legendären Chieftain-Entwürfe bis zu sechsstellige Erlöse und setzten damit neue Auktionsrekorde im Bereich des skandinavischen Mid-Century-Designs. Die Preise für lizenzierte Reproduktionen des 2012 mit dem Dänischen Design Award prämierten Stuhls sind in ähnlicher Weise gestiegen. Seine Entwürfe befinden sich mittlerweile auch in diversen Museumssammlungen, darunter in der des MoMa, des V&A und des Museum of Fine Arts, Houston.
Sein 1942 von ihm selbst entworfenes Wohnhaus – ein schlichter, rechtwinkliger Bungalow aus weiß gekalktem Backstein – in Charlottenlund, nördlich von Kopenhagen, ist heutzutage als Teil des Museums Ordrupgaard zu besichtigen. Über Google Maps lässt sich das Haus auch im 3D-Ansichtsmodus in einem Rundgang virtuell begehen. Im japanischen Takayama, in Gifu, baute der Möbelhersteller Kitani eine Replik des Hauses, das seit 2012 als Finn Juhl Art Museum Club zugänglich ist.
2015 bezog der Künstler Danh Vo, im Rahmen seiner Ausstellung mothertongue im dänischen Pavillon auf der Biennale Venedig, Möbelstücke Juhls in seine Kunstwerke mit ein.

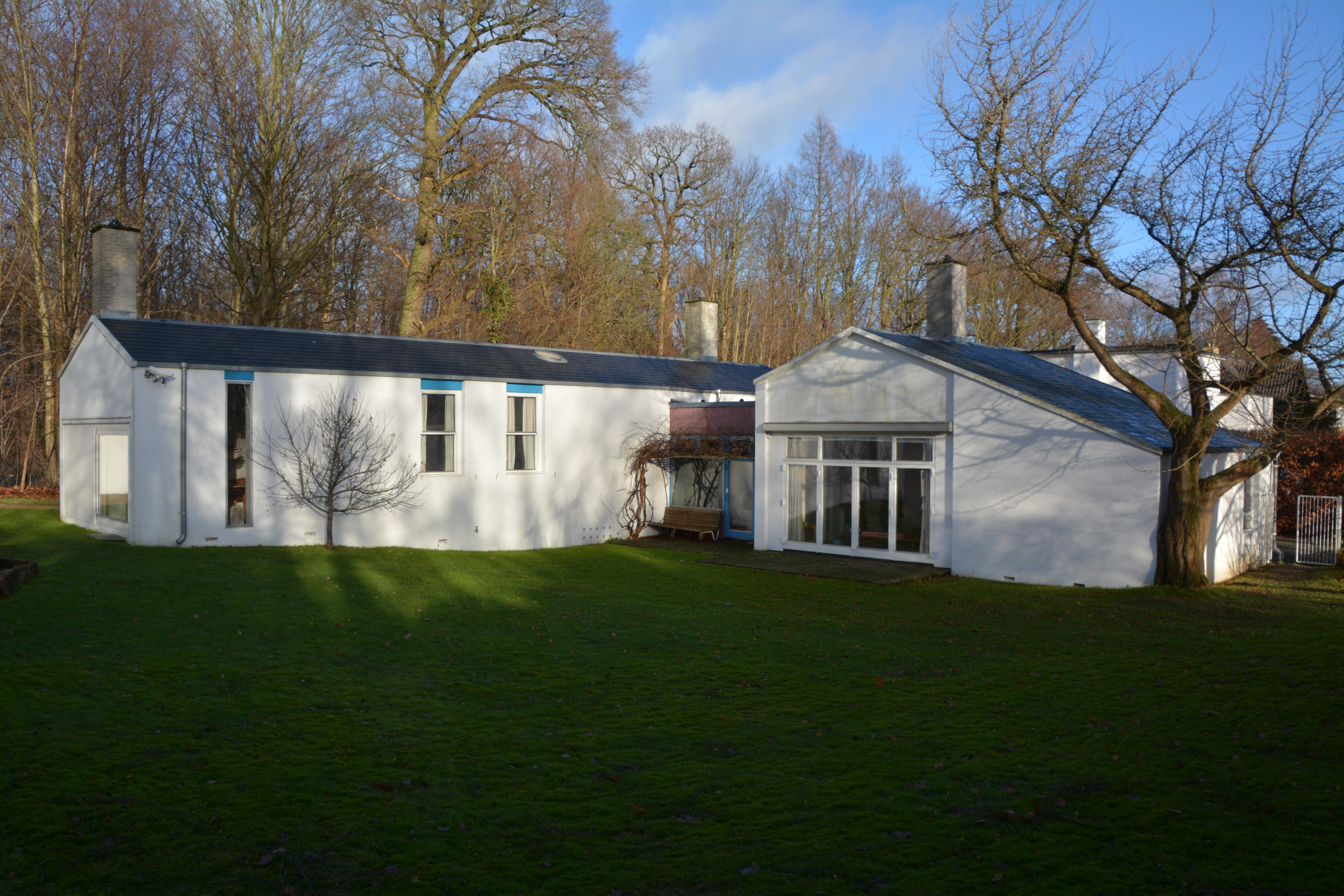
Das Wohnhaus von Finn Juhl, heutzutage Museum

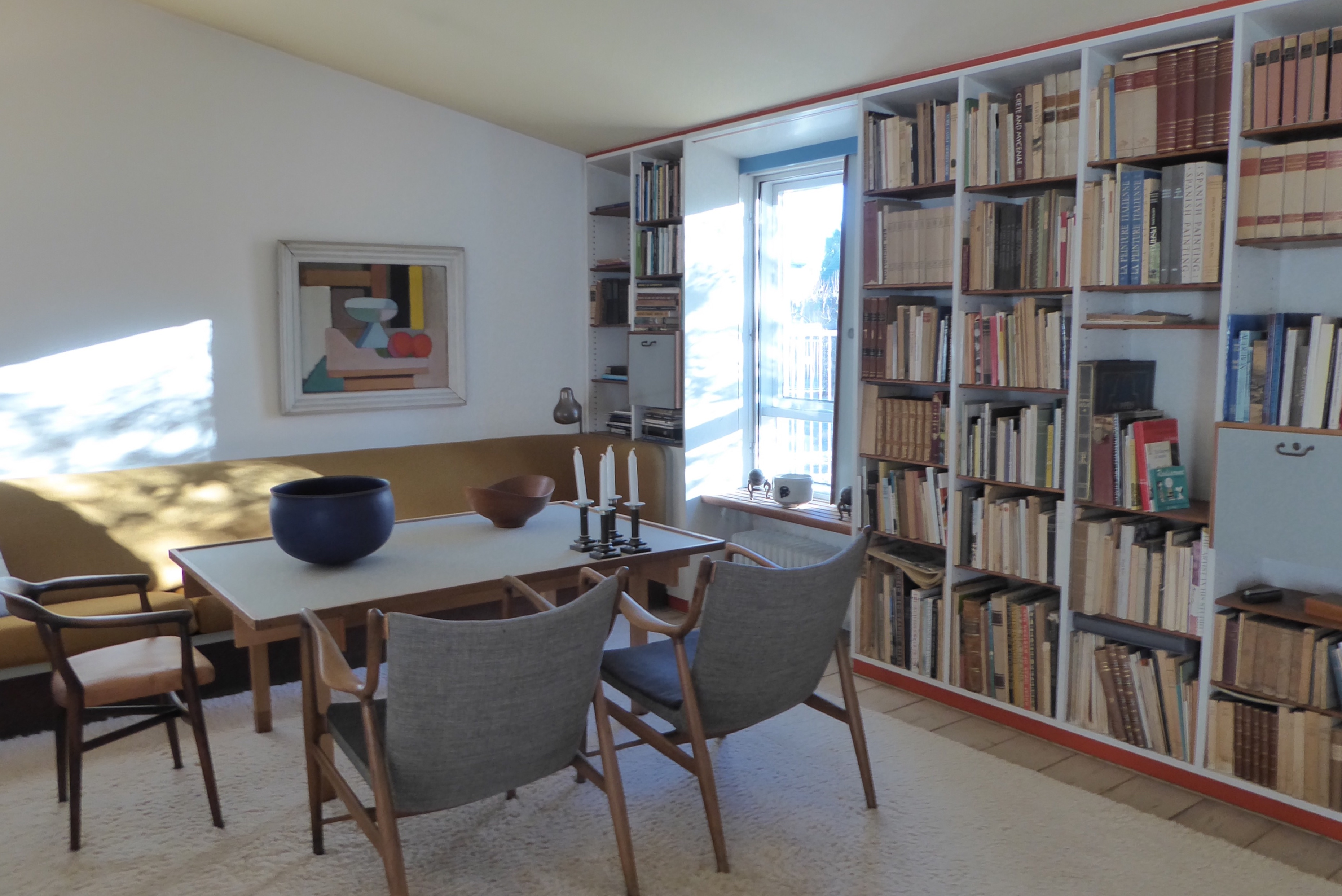
Das Interieur des Juhl-Wohnhauses mit den Stühlen NV45 (rechts) sowie dem Modell NV44 (links)

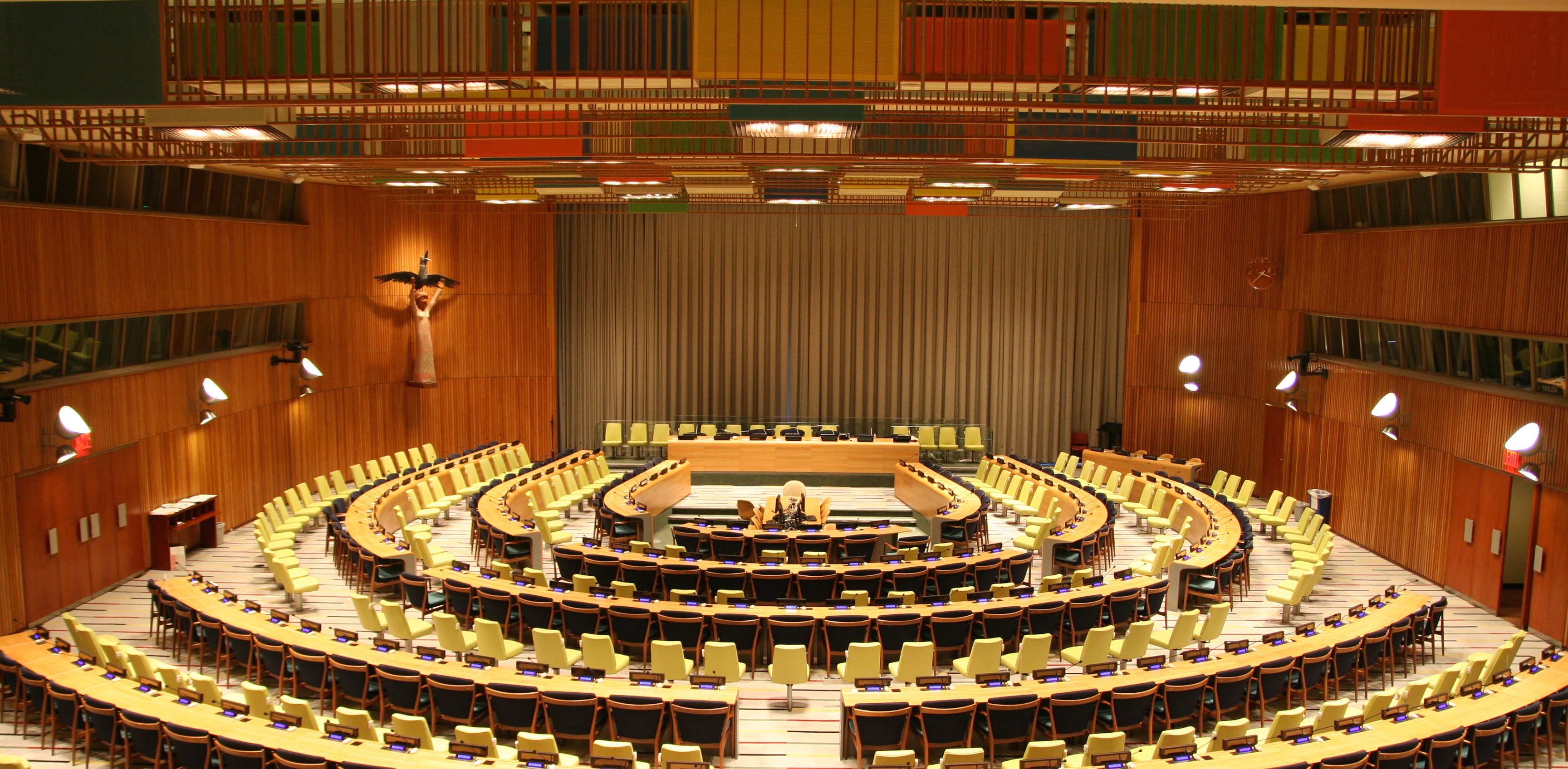
Der 2011 renovierte Treuhandrat, ausgestattet mit dem Stuhl FJ51

## Werke

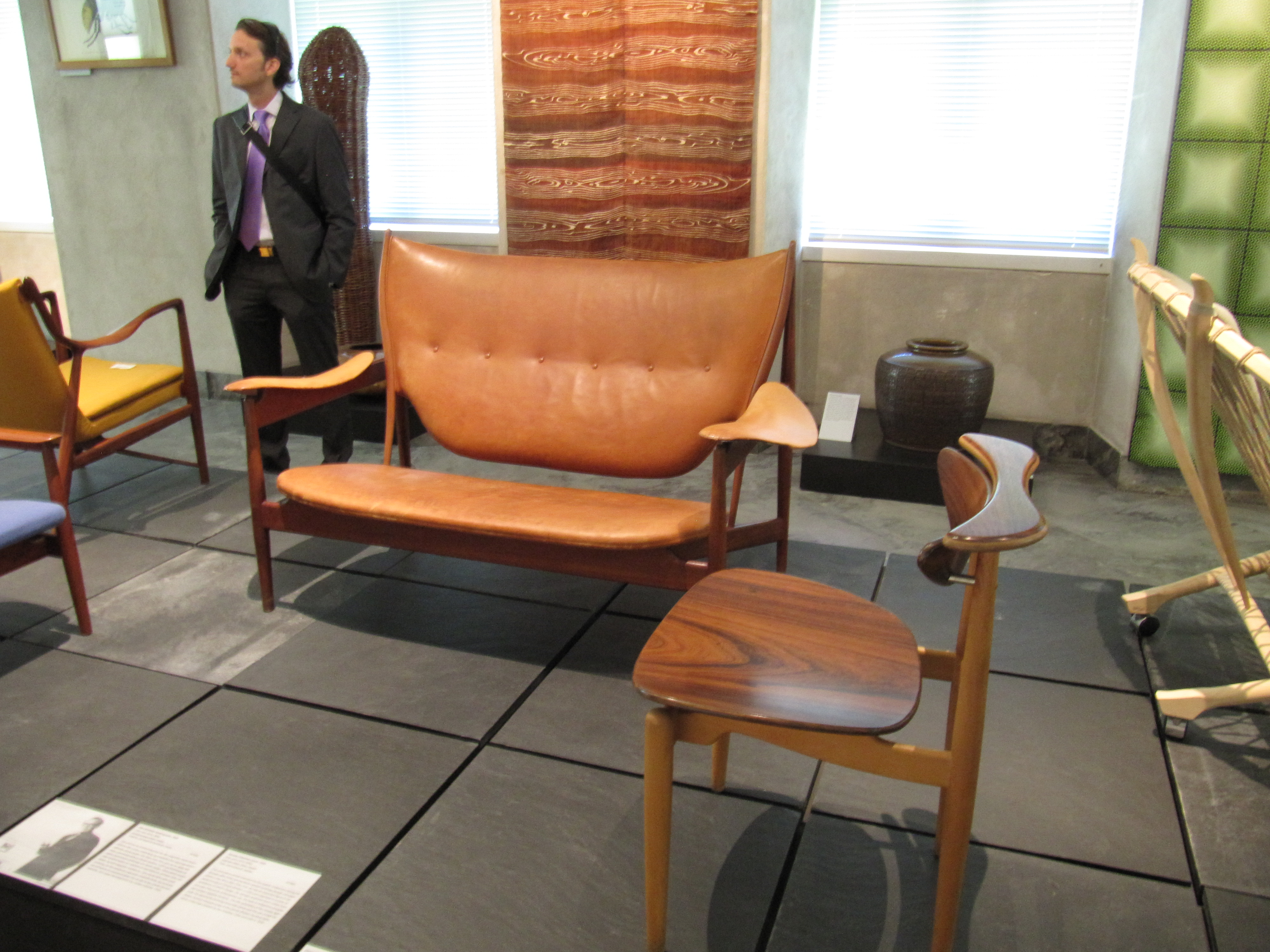
Möbel von Finn Juhl im Design-Museum in Kopenhagen: das Chieftain-Sofa (mittig) sowie sein 1953 entworfener Reading Chair (rechts)

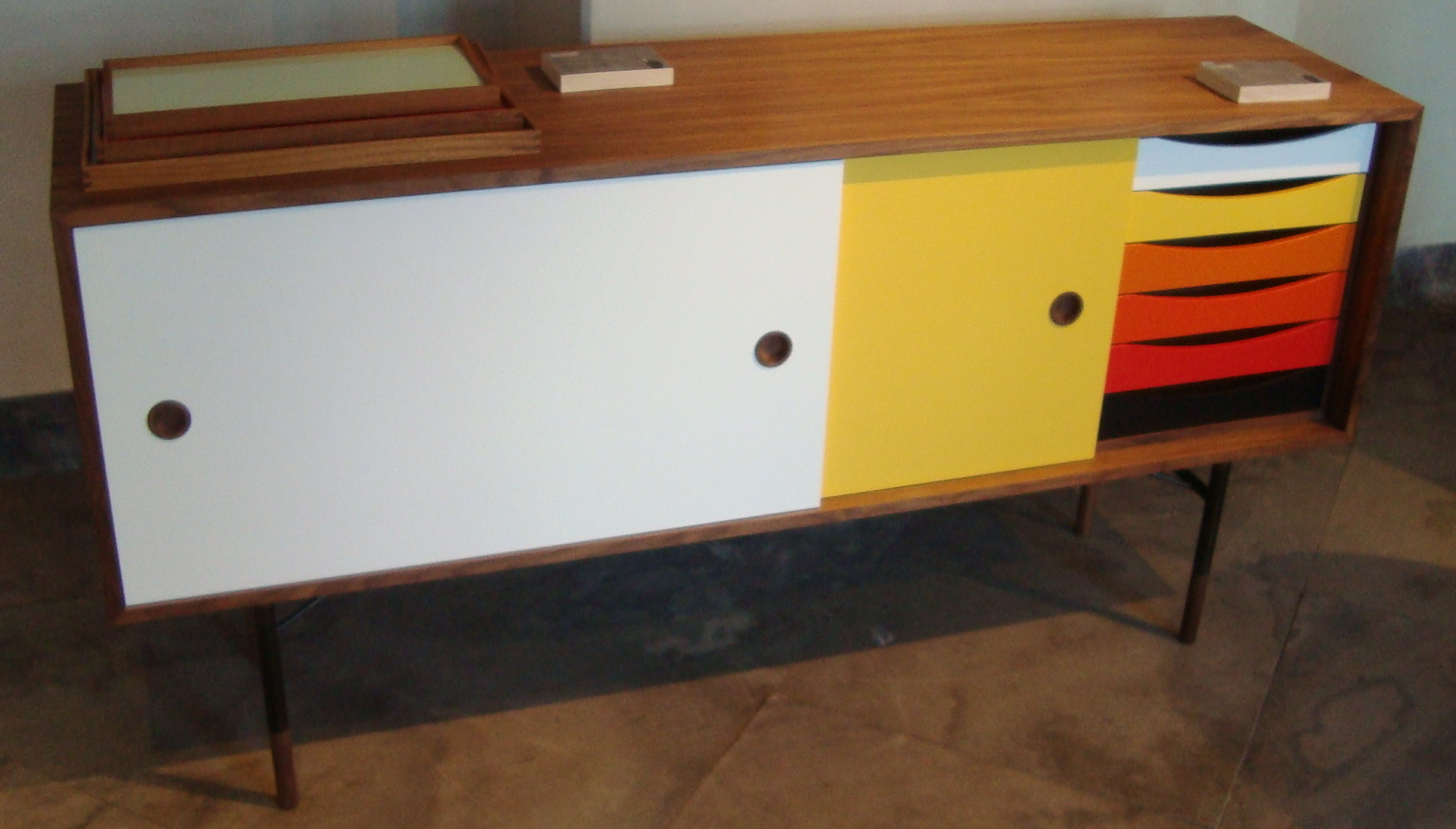
Das FJ-Sideboard mit dem farbigen Schubladen-Element ist eine Verbeugung vor Goethes Farbenlehre

### Möbel
- Pelikan Stuhl (1940)
- FJ41 (1941)
- NV44 Stuhl (1944)
- NV45 Stuhl (1945)
- FJ46 Stuhl (1946)
- BO64 Stuhl (1946)
- O59 Stuhl (1946)
- FJ48 Stuhl (1948)
- Ägyptischer Stuhl (1949)
- FJ49A auch bekannt als Chieftain Stuhl (1949)
- Judas Tisch (1946)
- BO98 Stuhl (1952)
- FD137 auch bekannt als Japanischer Stuhl (1953)
- FJ53 Stuhl (1953)
- BO101 Stuhl (1953)
- FJ55 Stuhl (1955)
- FD136 Stuhl (1958)
- BO62 Stuhl (1962)
- FD152 Stuhl (1962)

### Gebäude und Inneneinrichtung
- Filiale von Bing & Grøndahl, Amagertorv, Kopenhagen (1946)
- Sitzungsraum des UN-Treuhandrats, New York (1951–52)
- Einfamilienhaus, Nakskov (1952)
- Dänischer Stand, Triennale, Mailand (1957)
- Dänische Botschaft in Washington, D.C. (1960)
- Sommerhaus von Anders Hostrup-Pedersen (1962)